# فيرنر بيكر
فيرنر بيكر (بالألمانية: Werner Becker)‏ (و. 1943  م) هو موزع (موسيقى)، وملحن، ومنتج أسطوانات، وموزع موسيقي ألماني، ولد في تسيله، يستخدم آلات أورغن هاموند.

## روابط خارجية
- فيرنر بيكر على موقع ميوزك برينز (الإنجليزية)
- فيرنر بيكر على موقع ديسكوغز (الإنجليزية)
- فيرنر بيكر على موقع ديسكوغز (الإنجليزية)